# Kutiah-Lungma-Gletscher
Der Kutiah-Lungma-Gletscher ist ein 17 km langer und im Mittel 900 m breiter Gletscher in den Karakorum-Bergketten im Stak-Tal des Bezirkes Skardu im pakistanischen Sonderterritorium Gilgit-Baltistan. 

## Lage
Der Kutiah-Lungma-Gletscher befindet sich am oberen Ende des Stak-Tals (auch als Staq geschrieben), das im Kreis Roundu des Bezirks Skardu in Gilgit-Baltistan liegt. Der Gletscher liegt 70 km nordöstlich des Nanga Parbats (des neunthöchsten Gipfels der Welt) sowie etwa 20 Kilometer nördlich vom Indus entfernt. Der Kutiah-Lungma-Gletscher hat sein Nährgebiet an der Südostflanke des 7406 m hohen Haramosh. Der Qosomber-Gletscher ist ein 8 km linker Tributärgletscher.
Man kann den Gletscher von Juni bis September von Skardu oder Gilgit erreichen, da er ca. 10 km von der Gilgit-Skardu-Straße entfernt ist. Eine unbefestigte Straße zweigt bei der Flussmündung des Stak Nala in den Indus von der Gilgit-Skardu-Straße ab und führt zum Basislager des Gletschers.

## Ausdehnung und Rückzug des Gletschers
Im Jahr 1955 war der Gletscher innerhalb von 91 Tagen etwa 12,8 Kilometer in Richtung des besiedelten Gebietes vorgerückt.
Der Gletscher wuchs jeden Monat rund anderthalb Kilometer – 5 Meter pro Stunde – und verschlang mehrere Hektar Weideland. Gemäß den Erzählungen der Dorfältesten bewegte sich der Gletscher mit spürbarer Geschwindigkeit vorwärts, indem er zuerst vertikal anwuchs und dann plötzlich flach in sich zusammenfiel. Innerhalb weniger Monate hatte der Gletscher den ersten Weiler erreicht, und Befürchtungen wurden laut, dass das gesamte Stak-Tal vom Gletscher verschlungen werden könnte. In der Vorstellung der indigenen Bevölkerung gilt der Kutia-Lungma-Gletscher als weiblich. Er habe sich vorwärtsbewegt, um sein männliches Gegenstück zu treffen, den Gletscher im gegenüberliegenden Ganji-Tal auf der anderen Seite des Indus. Nachdem die Dorfbewohner Eisstücke des anderen Gletschers geholt und rituelle Handlungen durchgeführt hatten, habe sich der Gletscher mehrere Kilometer zurückgezogen. Jetzt liegt der Gletscher etwa 4 bis 5 Kilometer oberhalb von Tookla, dem letzten Dorf im Stak-Tal.